# Pagode de diamant du temple Miaozhan
La pagode de diamant du temple Miaozhan (chinois : 妙湛寺金刚塔 ; pinyin : miàozhàn sì jīngāng tǎ est un temple du type des cinq pagodes (ou temple de diamant) situé au sein du temple Miaozhan (zh), dans le Vieux bourg de Guandu (zh), près de Kunming, capitale de la province du Yunnan. 
Le début de sa construction commence en 1290, sous la dynastie Yuan, et se termine en 1295. Il s'effondre ensuite, lorsqu'il est submergé par les eaux. En 1325, son emplacement est changé, pour l'actuel site. La version actuelle est construite en 1458, sous la dynastie Ming.
Il a été classé sur la 4e liste, des sites historiques et culturels majeurs protégés au niveau national, en 1996.
Il est de style Jīngāng jiè (Vajradhātu) du vajrayana.

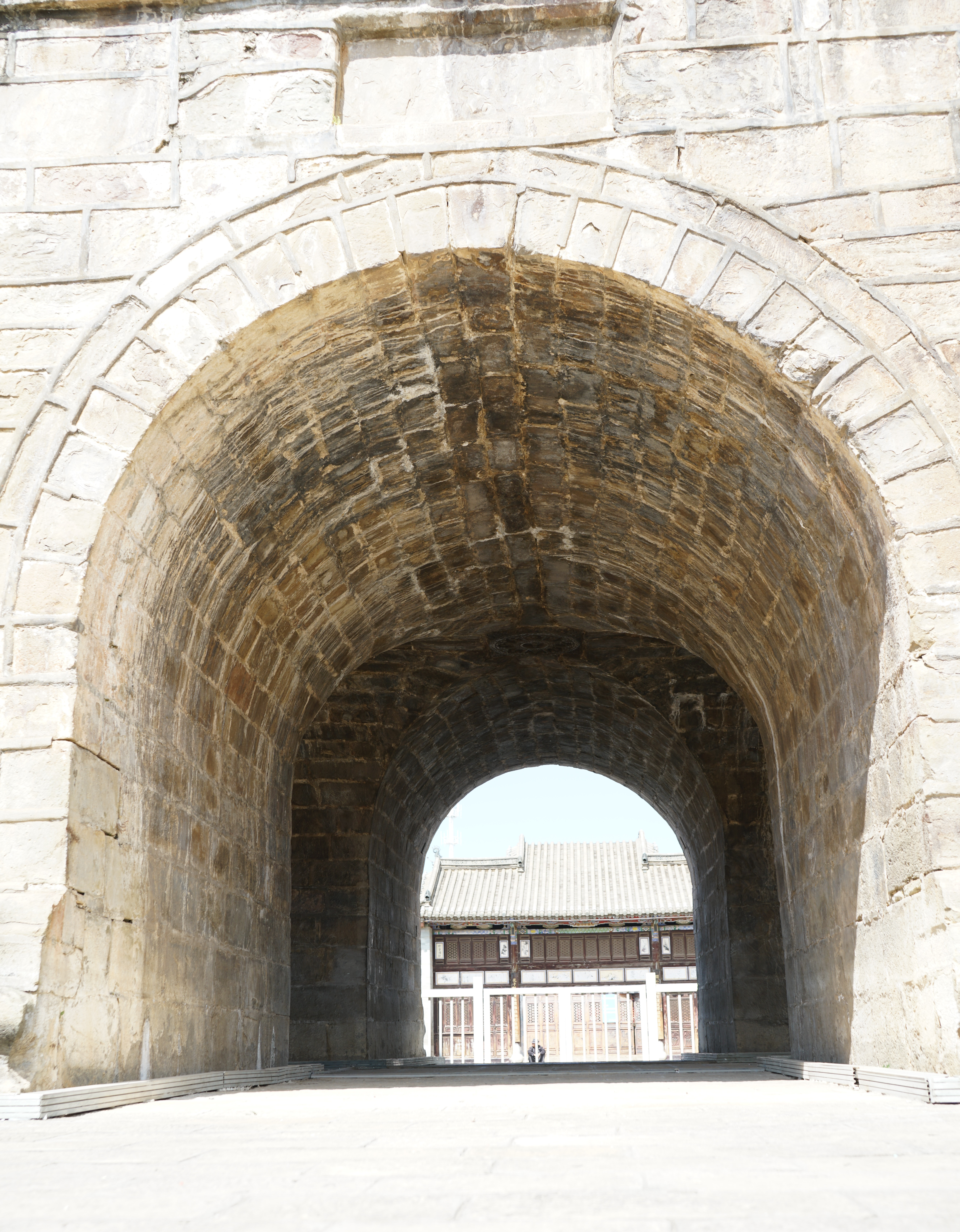
passage au centre du temple
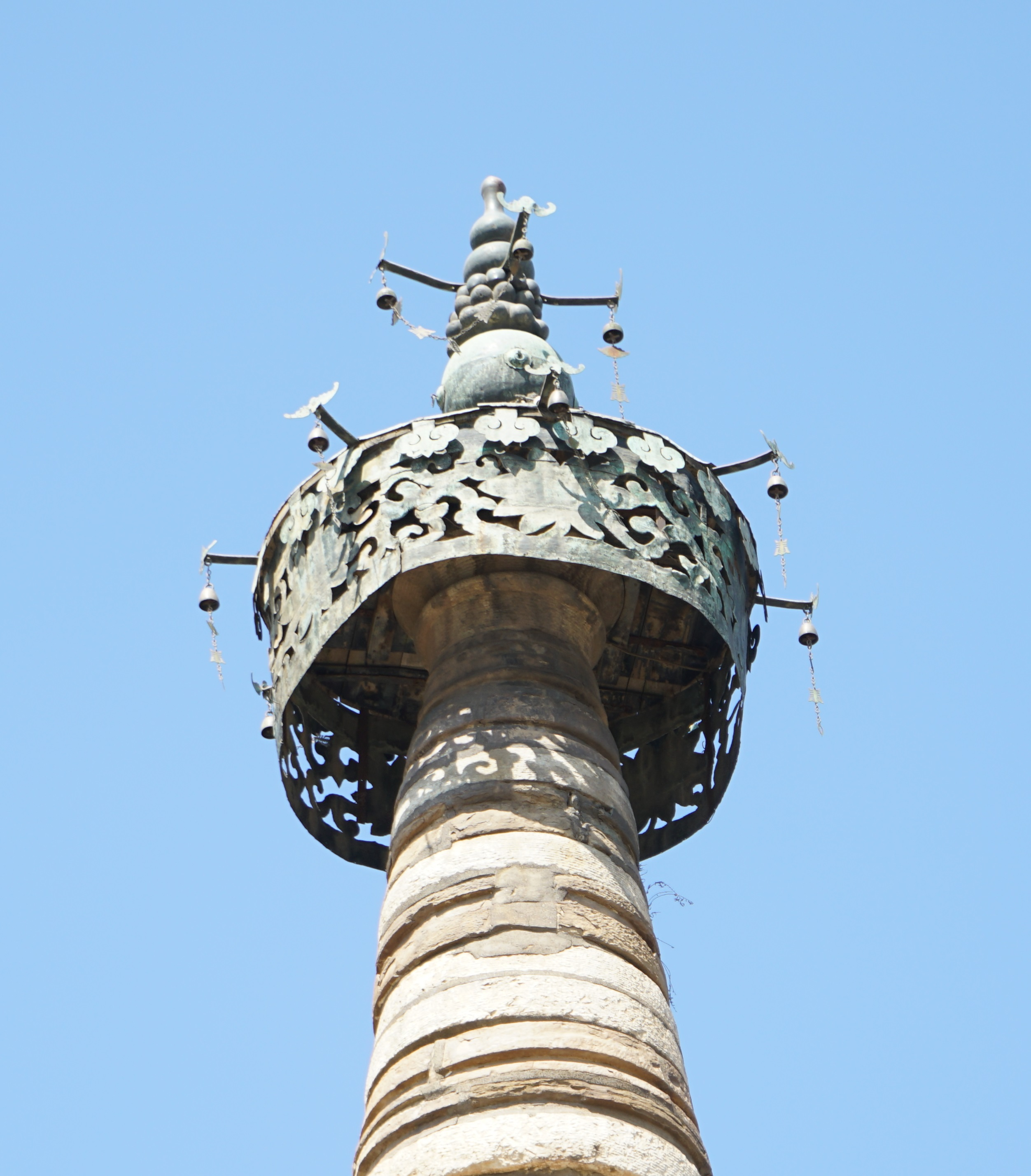
pointe de la tour centrale
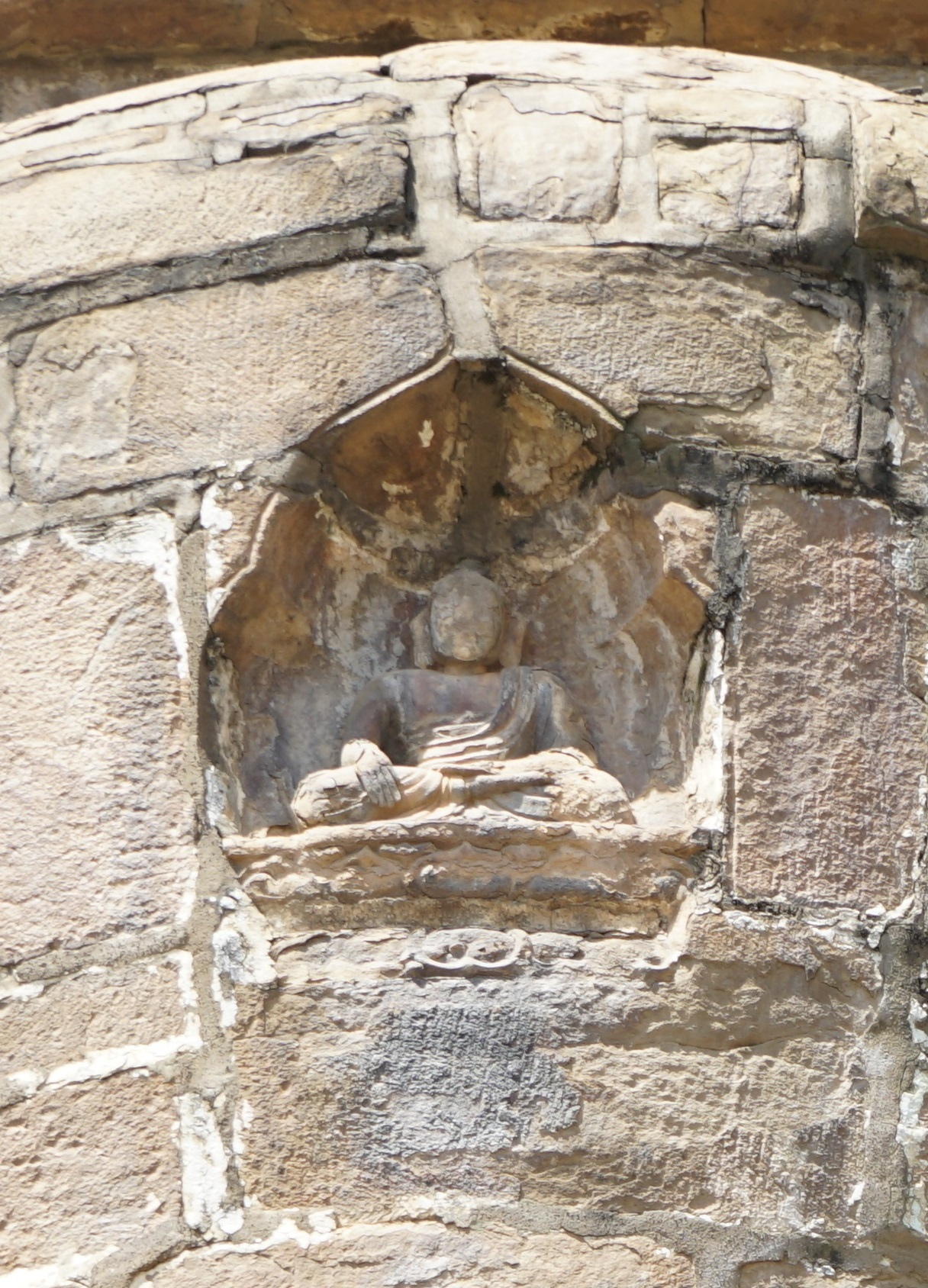
Bouddha sculpté
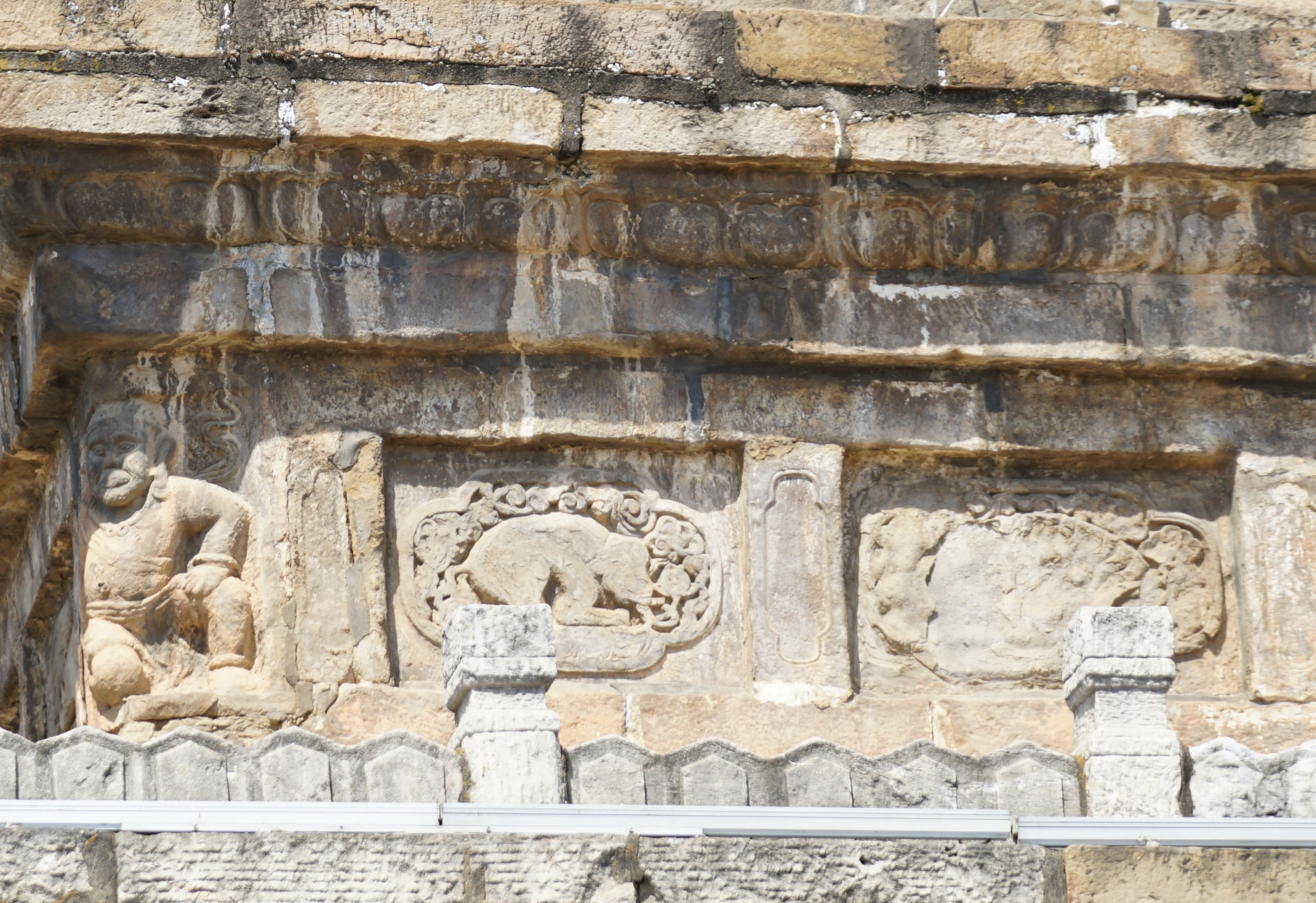
bas reliefs
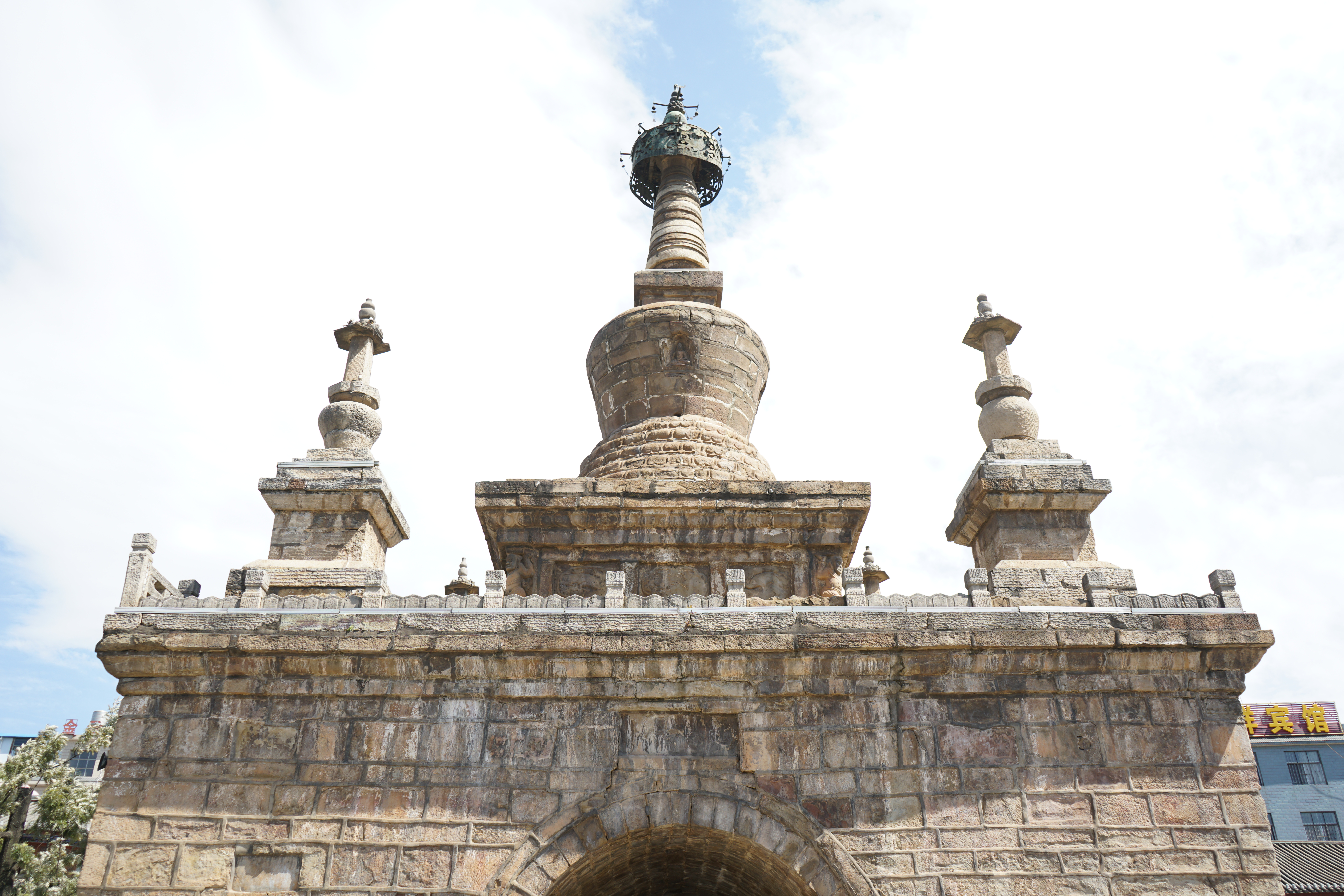